# 贝尼法托
贝尼法托，是西班牙巴伦西亚自治区阿利坎特省的一个市镇。总面积12km2，总人口166人（2001年），人口密度14人/km2。